# Џорџ Херберт, 5. гроф од Карнарвона
Џорџ Едвард Стенхоуп Молино Херберт, 5. гроф од Карнарвона (енгл. George Edward Stanhope Molyneux Herbert, 5th Earl of Carnarvon; Хемпшир, 26. јун 1866 — Каиро, 5. април 1923) је био енглески аристократа, познат по томе што је финансирао тражење и ископавање Тутанкамонове гробнице у Долини краљева.

## Биографија
Рођен је у Хигклер дворцу у Хемпширу, 26. јуна 1866. Био је једини син Хенрија Херберта, 4. грофа од Карнарвона, и његове жене Лејди Евелин. У почетку је био познат по томе што је власник пуно тркачких коња и аутомобила. 1901. је имао озбиљну саобраћајну несрећу у немачкој општини Бад Швалбах у којој је био поприлично озлеђен. 1902. је почео да купује много тркачких коња.

## Египтологија
Он је био аматерски египтолог. 1907. је почео да спонзорише ископавање гробница у Теби. Хауард Картер га је именовао својим помоћником приликом ископавања. Картер је 1914. добио дозволу да копа у Долини краљева, у нади да ће пронађи гробницу фараона Тутанкамона. 1922. су Картер и Карнарвон открили гробницу, и пронашли највеће благо у историји египтологије.

## Смрт
Дана 25. марта 1923, Карнарвон је претрпео тежак угриз комарца, и порезао се по месту где је комарац угризао. 5. априла умро је у хотелу Континентал-кељ у Каиру. Његова смрт је довела до прича о Тутанкамоновом проклетству. Његова смрт је највероватније разлог тровања крви након што се порезао по рани. У тренутку његове смрти, у целоме Каиру нестало је струје. Нестанак струје у тренутку његове смрти постала је велика мистерија.